# Ingen väg ut
Ingen väg ut (eng. No Way Out) är en amerikansk långfilm från 1950 i regi av Joseph L. Mankiewicz, med Richard Widmark, Linda Darnell, Stephen McNally och Sidney Poitier i rollerna. Filmen är Sidney Poitiers filmdebut.

## Handling
Den svarta läkaren Dan Wharton (Sidney Poitier) möter fördomar och rasism från sina vita patienter. Bland dem finns smågangstern Ray Biddle (Richard Widmark).

## Rollista
| Richard Widmark      | – Ray Biddle                      |
| Linda Darnell        | – Edie Johnson - Mrs. John Biddle |
| Stephen McNally      | – Dr. Dan Wharton                 |
| Sidney Poitier       | – Dr. Luther Brooks               |
| Mildred Joanne Smith | – Cora Brooks                     |
| Harry Bellaver       | – George Biddle                   |
| Stanley Ridges       | – Dr. Sam Moreland                |

## Utmärkelser

### Nomineringar
- Oscars: Bästa originalmanus (Joseph L. Mankiewicz  och Lesser Samuels)